# アサシン クリード アルタイルクロニクルズ
『アサシンクリード アルタイルクロニクルズ』（Assassin's Creed: Altaïr's Chronicles）とは、ゲームロフト製作のアクションゲーム。ニンテンドーDS版（日本未発売）とiPhone版がリリースされている。本作はアサシンクリードシリーズ初のスピンオフ作品であり、2007年の「アサシンクリード」の前日譚にあたる。西暦1190年第三回十字軍時代の中東。アサシン教団のアルタイル・イブン・ラ・アハドが聖杯を求めテンプル騎士団と対立する姿を中心に描いている。舞台は中東のダマスカス、エルサレム、アッカ(この三つの都市は本編のアサシンクリードでも登場)にタイアとアレッポが初めて舞台となった。

## 概要
アサシン クリードシリーズ初の携帯ゲーム機タイトル。前作にあたる『アサシン クリード』の前日譚となる物語が語られ、前作では名前だけが登場したアウダもキーパーソンとして登場する。
尚、UBISOFTの公式作品リストに本作が登録されていない為、この物語はアサシンクリードの正史からは除外対象となっている。

### 本編との相違点
シリーズの正統編となる『アサシン クリード』・『アサシン クリード II』とは以下のような相違が見られる。
- デズモンド・マイルズ等の現代の人物は登場せず、アニムスの描写があるのみとなっている。
- ゲーム内で入手したポイントで、シンクロ率（いわゆるHP）や武器の威力などを向上させられるシステムが導入された。剣の最大強化には合計300P、体力の最大強化には合計600P必要となる。またダメージを受けた場合にはこれまで貯めたポイントを消費して回復するというようになっている。
- アサシン教団の本部が、マシャフではなくアレッポに所在している。仲間の裏切りでアレッポが一時陥落した為にアル・ムアリムは本部を移転。そのため本編アサシンクリードの本部はマシャフとなっている。
- アル・ムアリムの容姿が、「アサシン クリード」とは大きく異なる。
- 本作に登場するタミールは「アサシンクリード」の人物とは別人である。

## ストーリー
舞台は1190年の中東。後に「伝説のアサシン」と呼ばれることになる男、アルタイル・イブン・ラ・アハドが、任務を終えアサシン本部へと帰還しようとしていた。しかし、彼が目にしたものはテンプル騎士団によって攻撃され、炎上する本部の姿であった。
なんとか彼らを撃退したアルタイルは、暗殺教団の長アル・ムアリムに聖杯“カリス”の発見を命じられる。聖杯には聖地を巡る争いの結果を左右するほどの力が秘められているのだという…。

## 場所
- アイユーブ朝 (間接的言及)
  - エルサレム王国 (間接的言及)
  - アレッポ
    - アレッポ要塞

  - ダマスカス
  - アッカ
  - タイア
    - テンプル騎士団病院
    - テンプル騎士団の砦

  - 死海 (間接的言及)
    - 砂漠の神殿

  - エルサレム
    - エルサレム塔
    - ドン・カラヴァッジョの別荘
    - ラクールの別荘
- 宋 (間接的言及)

## 出来事
- 第三回十字軍 1190年
  - 聖杯の追求
  - アッコ包囲戦 (1189年-1191年)

## 登場人物
アルタイル・イブン・ラ・アハド
本作の主人公。アサシン教団のレバント教団に所属するアサシン。本作の1年前にアル・ムアリムを十字軍(テンプル騎士団)の手から救い出したことで若くしてマスターアサシンの称号を得る。多種多様な武器を使いこなすことができる。顔はカナダケベック州の男性タレントフランシスコ・ラミレスをモデルとしている。
アル・ムアリム
レバント教団の大導師。本名はラシード・ウッディーン・スィナーン。教団本部アレッポの村が騎士団の襲撃を受け、情報が奪われた。その為アルタイルに聖杯奪還の任務を与える。
アウダ / アドハ
アルタイルが好意を寄せている女性。聖杯について調べていくうちに彼女が聖杯であるとが判明する。アルタイルによって一時救出されるも再度奪われた、騎士団の船で連れ攫われる。
ラフィク
第三回十字軍時代のレバント教団のダマスカス支部管区長。アルタイルにミスバとファジェラの情報を教えた。またアルタイルは無知な行為をした為に彼から説教を喰らう事となる。
ハミッド
第三回十字軍時代。表向きはタイアの絨毯商人として活動していたが、レバント教団のタイア支部管区長としても務めた。騎士団病院への入り方をアルタイルに教える。
カダール
レバント教団のエルサレム支部管区長。王の元にスパイを送り込み十字軍の監視を行なっていた。またバジリスクと接触する方法をアルタイルに伝えた。
ハザド
第三回十字軍時代のレバント教団の一員。聖杯の情報が書かれた地図を十字軍から盗んだが追手に見つかり切られて奪い返される。その後アルタイルの腕の中で息を引き取る。
ファジェラ
ダマスカスのサーカス団の踊り子でありカードを使った占い師でもある。砂漠の神殿に必要な情報を持っている老人がタイアの病院に捕まっているとの情報を伝えた。またアルタイルにアラートの暗殺任務を与える。
バドル
ダマスカスのサーカス団の一員。異常なほどに大きな体の男である。ファジェラの友人にして護衛を務めた。アルタイルはファジェラを追うために彼と戦うことになる。
アイマン
エルサレムの貴族。秘密の宴の開催場所を知る為、アルタイルに尋問された。
バジリスク卿
本作のテンプル騎士団レバント支部の指導者。テンプル騎士団第10代総長のジェラール・ド・リデフォールの後釜として第三回十字軍時代に短期間指揮を取った。アルタイルと幾度も対峙することになる。
ミスバ
ダマスカスの下流階級市民。テンプル騎士団の援助者であるタミールの情報を得るためアルタイルに拷問を受ける。
タミール
ダマスカスの裕福で「奇妙」な商人。テンプル騎士団の援助者であった。アルタイルにファジェラの情報を教えた後暗殺される。
アラート
ダマスカスの上流階級の市民。アッパーストリートの浴場を頻繁に訪れている。アルタイルはファジェラに彼の暗殺を依頼される。
ナジム
第三回十字軍時代のリチャード王軍のクロスボウ兵。タイア・テンプル騎士団病院へ行く途中他2人の兵士と共に立ちはだかる。
フィラス
第三回十字軍時代のホスピタル騎士団の大尉。ローランド・ナプーレの指揮下で、病院地下の警備を行なっていたが、床に広がるタールの上を歩いている時にアルタイルが松明を投げたことで焼死する。
ローランド・ナプーレ
第三回十字軍時代のタイア・テンプル騎士団病院の院長でありバジリスクの忠実な医師兼書記官。砂漠の神殿への鍵について調べており、情報を持っている老人を拷問していた。
塔の見習い
第三回十字軍時代のエルサレムの塔にいるテンプル騎士団の中尉。彼の師匠と同じくアサシンのような格好をしている。塔を登っていくと拷問部屋にて立ちはだかる。
塔のマスター
第三回十字軍時代のテンプル騎士でエルサレムの塔の司令官。弟子と同様アサシンのような格好をしている。地図を要塞で守っていた。アルタイルを何度も騎士団に勧誘を迫る。
サダッド
第三回十字軍時代のテンプル騎士団の軍曹。聖杯を探すためにエルサレムの下水施設に駐屯し、発見後はサダッド軍曹ともう一名と共にドン・カラヴァッジョ邸に送り込まれる。また3人のうちのリーダーを務めた。
カシム
第三回十字軍時代のテンプル騎士団の軍曹。サダッド軍曹と同じく聖杯を探すためにエルサレムの下水施設に駐屯し、発見後は共にドン・カラヴァッジョ邸に送り込まれた。
ハラシュ
第三回十字軍時代のレバント教団の副司令官。しかし密かにテンプル騎士団に寝返り情報を流していた。
バジリスク卿の精鋭
第三回十字軍時代のテンプル騎士団に所属する正体不明の巨人騎士部隊。体格は大きく他の騎士と服装が異なる。素手で掴んでくる者と斧を振り回す者がおり、ミッション中に幾度となく現れる。
サラディン
第三回十字軍時代のアイユーブ朝のスルタン。イスラム軍を率いて十字軍さらにアサシン教団と敵対した。会話の中でのみ登場する。